# San Antonio, San Mateo Etlatongo
San Antonio är en ort i Mexiko.   Den ligger i kommunen San Mateo Etlatongo och delstaten Oaxaca, i den sydöstra delen av landet, 300 km sydost om huvudstaden Mexico City. San Antonio ligger 2 059 meter över havet och antalet invånare är 259.
Terrängen runt San Antonio är kuperad söderut, men norrut är den platt. Runt San Antonio är det ganska tätbefolkat, med 62 invånare per kvadratkilometer. Närmaste större samhälle är Asunción Nochixtlán, 5,6 km nordost om San Antonio. Trakten runt San Antonio består i huvudsak av gräsmarker.